# دوباندورف
شهر دوباندورف  در بخش اوسته در ایالت زوریخ در کشور سوئیس واقع شده‌است که ۲۲٬۵۰۰ نفر جمعیت دارد.

## نگارخانه

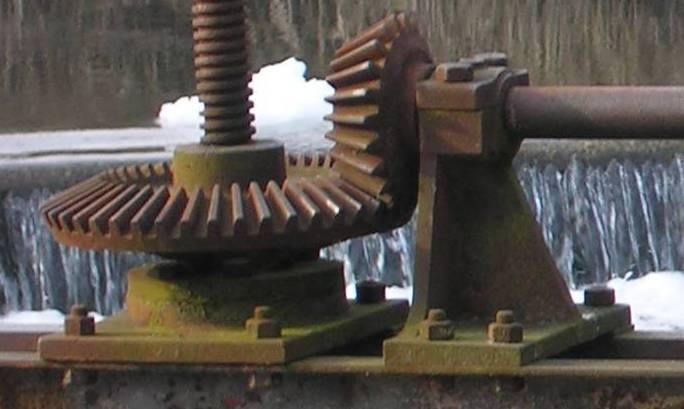
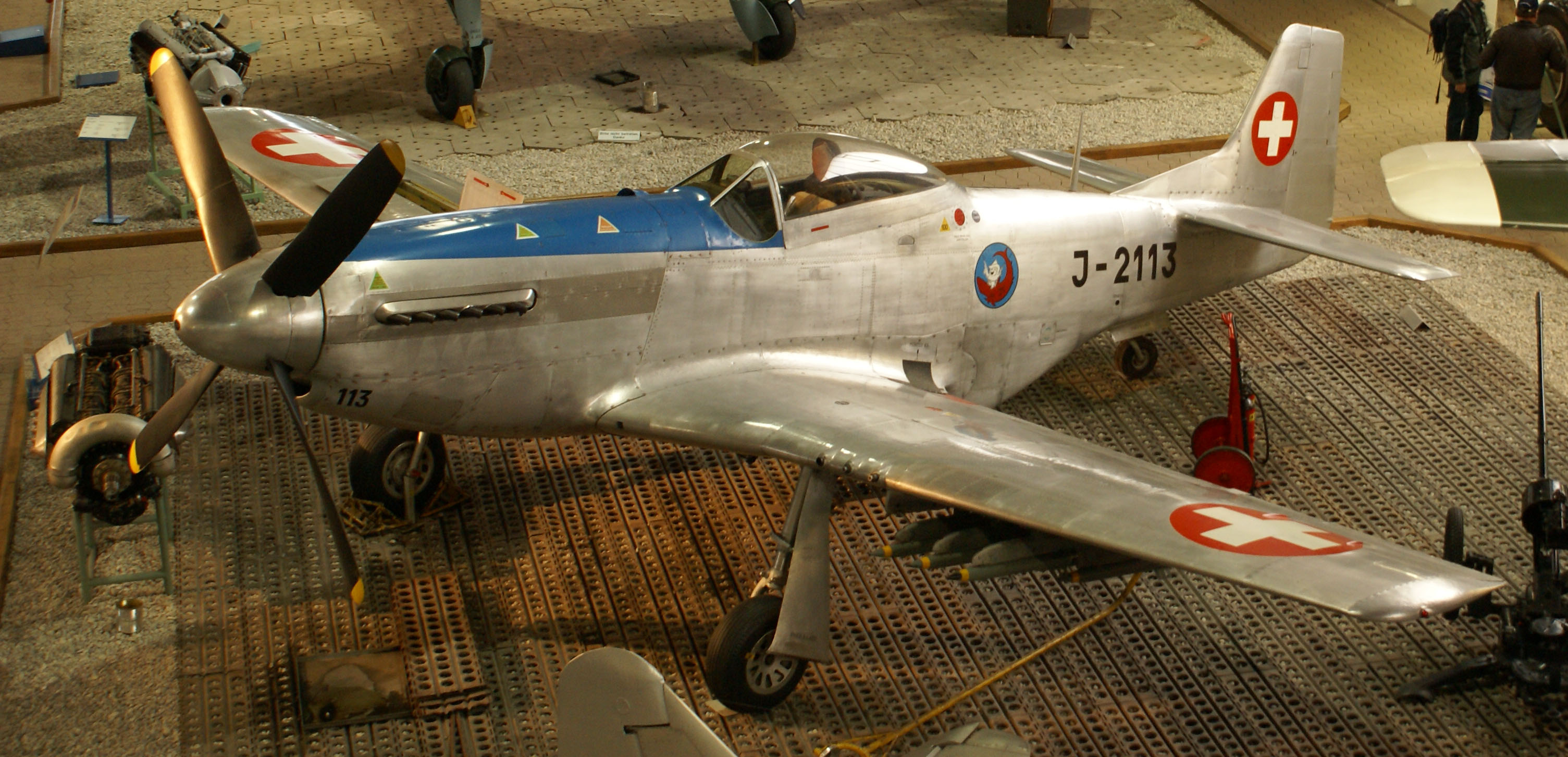
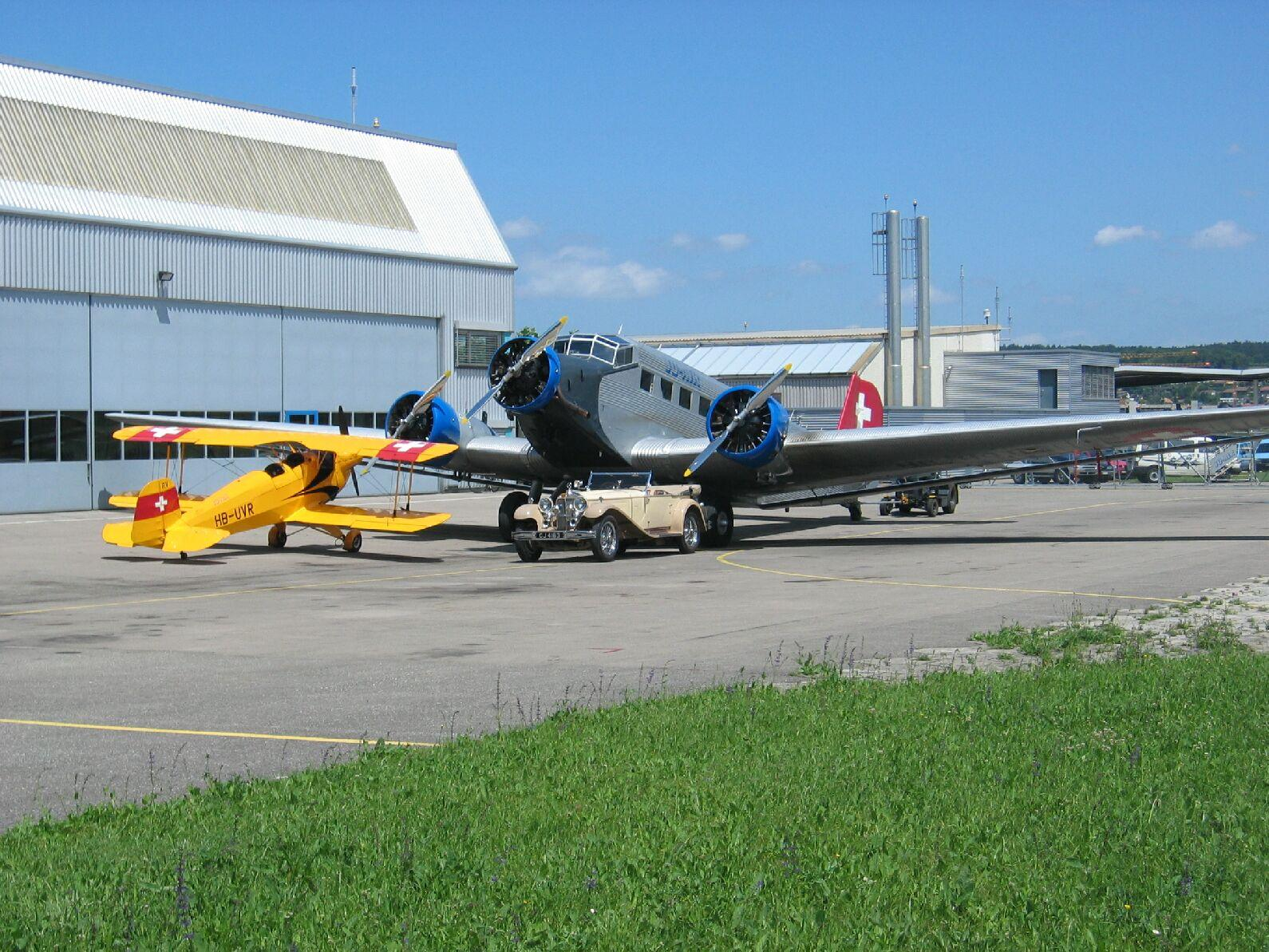